# Ramón Villeda Morales
Ramón Villeda Morales, född 1909, död 1971, var en honduransk politiker. Han var Honduras president mellan 1957 och 1963. 